# 德雷茨湖
53°17′13″N 13°25′58″E / 53.287025°N 13.432847°E

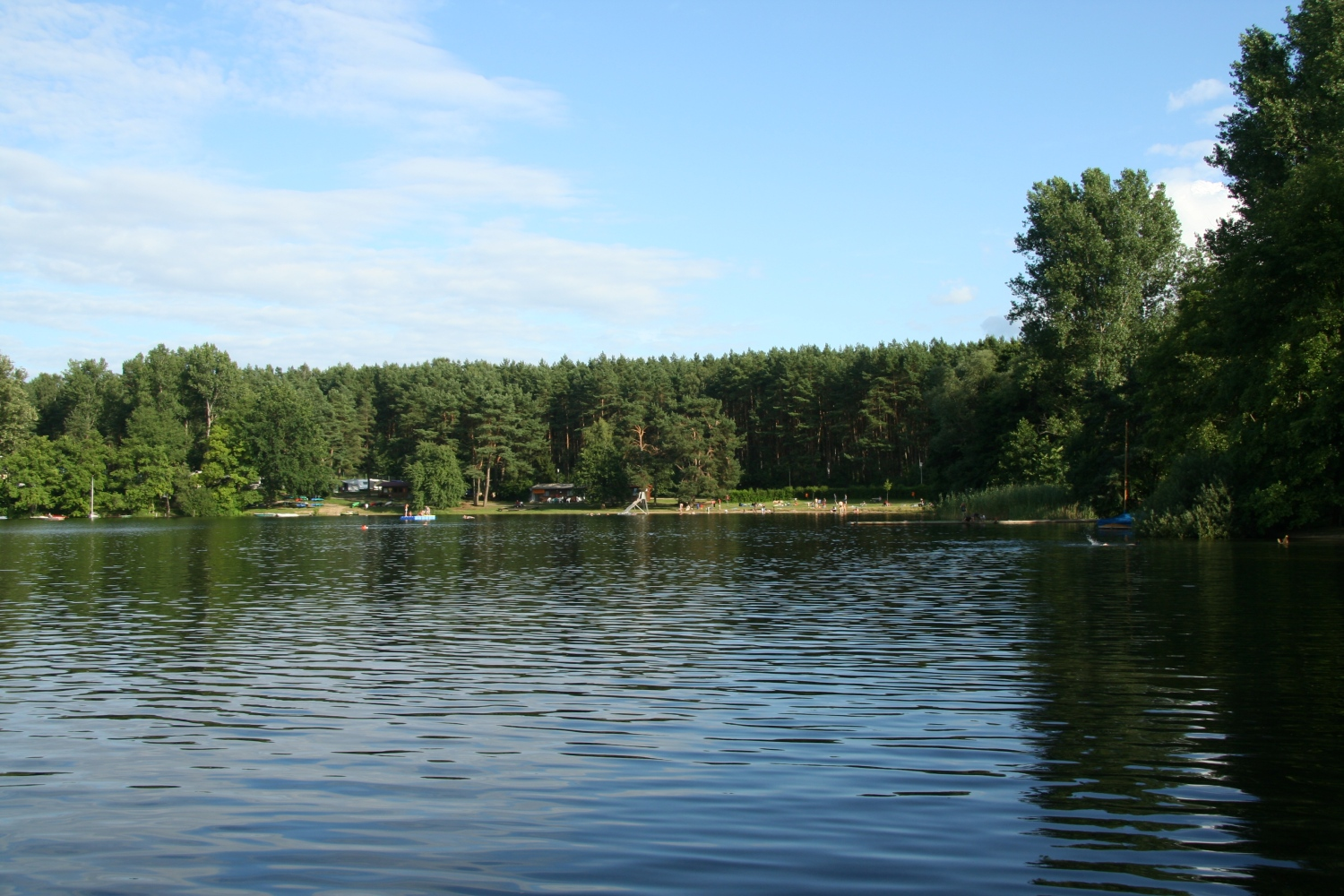

德雷茨湖（德語：Dreetzsee），是德國的湖泊，位於該國東北部，由梅克倫堡-前波美拉尼亞州負責管轄，處於費爾德貝格森蘭德沙夫特，面積0.63平方公里，海拔高度84米，平均水深4.8米，最大水深11米，水體容量365萬立方米。